# Garczegorze (stacja kolejowa)
Garczegorze – stacja kolejowa w Garczegorzu, dawniej lokalny węzeł kolejowy, pociągi od 2010 do 2013 roku w Garczegorzu nie zatrzymywały się, w rozkładzie 2014 znów się zatrzymują

## Ruch pasażerski
| Rok  | Wymiana pasażerska na dobę |
| ---- | -------------------------- |
| 2017 | 0-9                        |
| 2022 | 0-9                        |

## Położenie
Stacja znajduje się w zachodniej części Garczegorza, niedaleko miejscowości Pogorszewo.

## Historia

### 1905-1945
Kolej dotarła do Garczegorza w 1899 roku, kiedy linię kolejową łączącą Pruszcz Gdański z Kartuzami przedłużono do Lęborka. W 1910 do Garczegorza dotarła typowo lokalna linia kolejowa z Wejherowa. Jednakże dotychczasowe połączenie przez Lębork i tak było krótsze. W 1918 roku linię przecięła granica państwowa z tego powodu znaczenie stacji spadło.

### 1945-1989
Ruch do stacji przywrócono od strony Wejherowa w 1946 roku.

### po 1989
W maju 1992 roku zawieszono kursowanie pociągów osobowych na linii Wejherowo - Garczegorze.

## Pociągi

### Pociągi osobowe i pospieszne
Przez stacje odbywa się tylko ruch sezonowy.

## Infrastruktura

### Dworzec
Dworzec jest piętrowy wielobryłowy, został zbudowany z cegły, jest kryty dachówką. Obecnie jednak jest zamknięty oraz w fatalnym stanie technicznym.